# Belgas
Os belgas (em neerlandês:  belgen, em francês:  belges, em alemão:  belgier) são um grupo étnico de pessoas identificadas com o Reino da Bélgica, uma federação ou Estado Federal na Europa Ocidental. Como a Bélgica é um Estado multinacional, esta ligação pode ser residencial, legal, histórico ou cultural, ao invés de incluir étnica. A maioria dos Belgas, no entanto, pertencem a dois diferentes grupos étnicos ou comunidades (em neerlandês:  gemeenschap ou em francês:  communauté) nativo do país, por exemplo, seu histórico regiões: Vencer na Flandres, que falam holandês e Valões na Valónia que falam francês ou Valão. Há também um substancial Belga diáspora, que se acumula principalmente nos Estados Unidos, Canadá, França e Holanda.

## Etimologia
A revolução de 1830, levou à criação de um país independente sob um governo provisório e do congresso nacional. O nome "Bélgica" foi adotado para o país, a palavra a ser derivada a partir de Gallia Belgica, uma província Romana na parte norte da Gália que, antes da invasão Romana em 100 A.C., era habitada pelos Belgae, uma mistura de Celtas e povos Germânicos.
O nome em latim, foi reavivado em 1790, pelo curta duração Estados Belgas Unidos que foi criado após uma revolução contra o domínio Austríaco teve lugar em 1789. Uma vez que nenhum adjetivo equivalente a "Belga" existia na época, o francês substantivo "Bélgica" (ou "Bélgica") foi adotada como substantivo e adjetivo; um fenômeno emprestado do latim, que ainda era muito utilizada durante o período das ondas. A partir do século XVI, os Países Baixos" ou "países baixos", foram referidos como 'Belgica' em latim, como foi a República dos Países Baixos.

## Cultura Belga

### As relações entre Belga e as comunidades linguísticas
Os belgas são principalmente uma nacionalidade ou grupo de cidadãos que, por jus soli (latim: direito do solo), também conhecido como direito de primogenitura a cidadania, e não são um grupo homogéneo grupo étnico. Os belgas são compostos de duas principais linguística e grupos étnicos; a Língua Neerlandesa (chamado de o Flamengo) e o a Língua Francesa (principalmente Walloons), bem como de um terço pequena, mas constitucionalmente reconhecido grupo de duas pequenas língua alemã fluentes. Estes às vezes conflitantes, étnica e linguística são regidas pela constitucionalmente designado "regiões ou comunidades", dependendo constitucional reino do tópico, em um complexo e exclusivamente político Belga construir. Uma vez que muitos Belgas são pelo menos bilíngüe, ou mesmo trilingue, é comum para os negócios, familiar e social, redes para incluir membros de diferentes grupos étnicos que compõem a Bélgica.
A Região de Bruxelas-Capital ocupa uma posição única política e cultural, desde geográfica e linguisticamente é bilíngüe enclave dentro da unilingues Região Flamenga. Desde a fundação do Reino da Bélgica em 1830, a cidade de Bruxelas tem transformado a partir de quase inteiramente de língua holandesa para um multilíngue, a cidade também tem como segunda língua o francês como a maioria língua e língua franca, um processo que tem sido rotulado como o Frenchification de Bruxelas".
Desde a independência da Bélgica em 1830, o título constitucional do chefe de estado Belga é o "Rei dos Belgas" em vez de "Rei da Bélgica".

### Flamengo (língua holandesa)

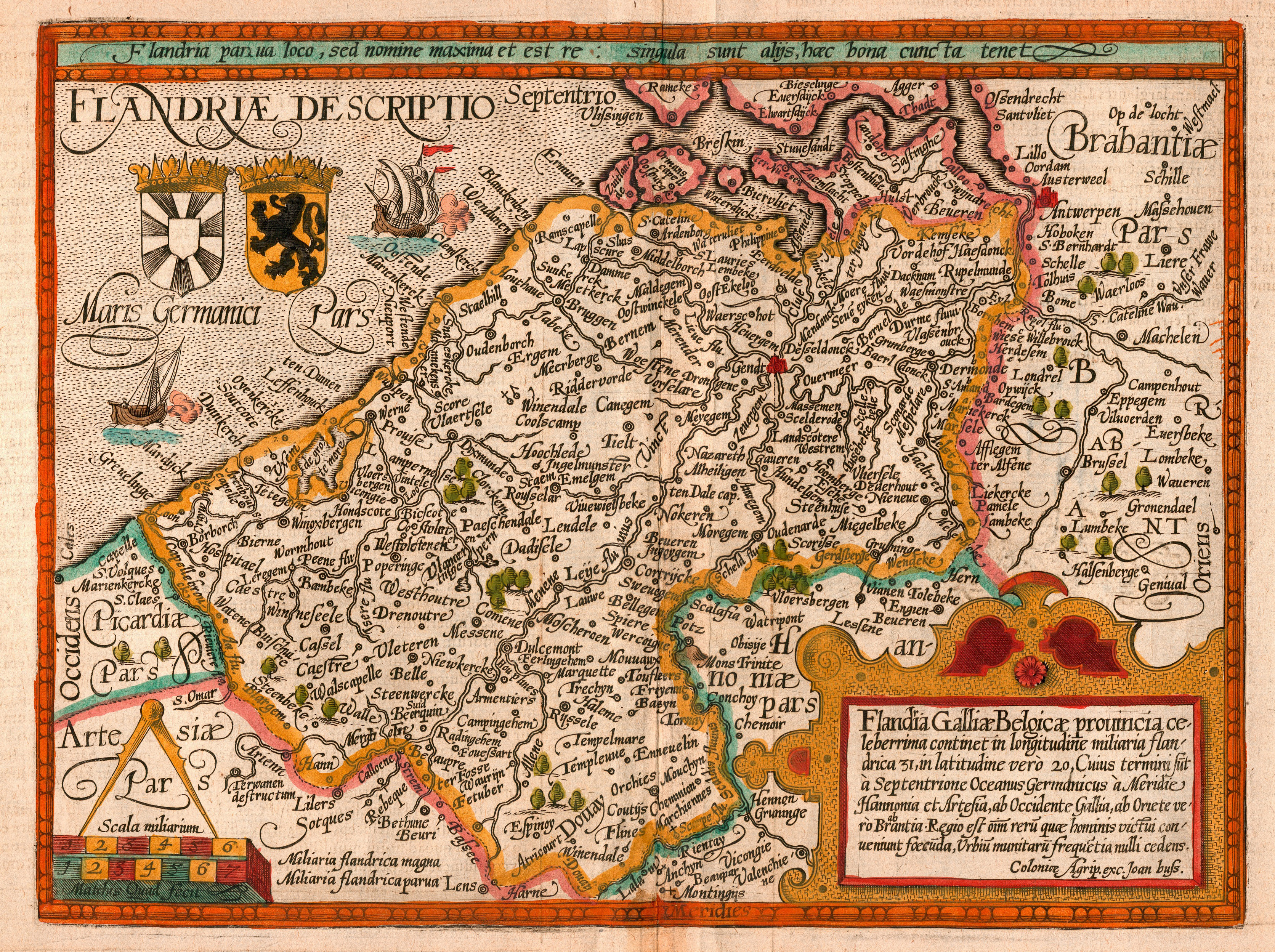
Mapa medieval do Condado de Flandres.

Dentro Bélgica Flamenga, cerca de 60% da população, de forma claramente distinguível de grupo, designado por sua língua e seus costumes. No entanto, quando comparado com os países baixos, a maioria destas culturas e linguística limites desaparecer rapidamente, como o Flamengo compartilham o mesmo idioma, similares ou idênticos, costumes e (embora apenas com a parte sul dos atuais países baixos) a religião tradicional com o holandês.
No entanto, a percepção popular de ser um único país varia muito, dependendo do assunto, a localidade e a formação pessoal. Geralmente, Flamengos raramente irão identificar-se como sendo holandêses e vice-versa, especialmente a nível nacional.

### Valónia (de língua francesa)

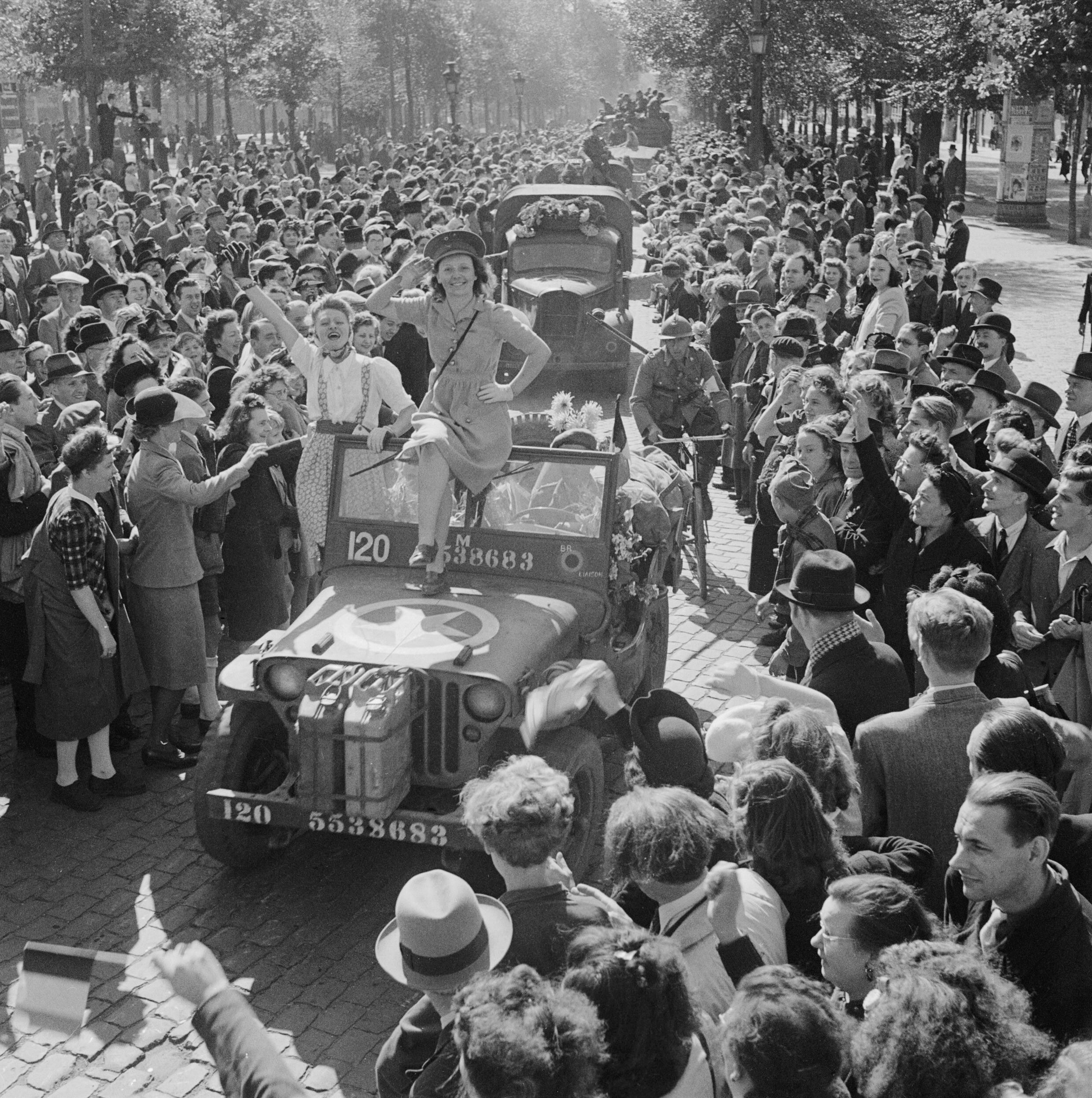
Multidões de fãs a saudar as tropas Britânicas, que entram em Bruxelas no ano de 1944.

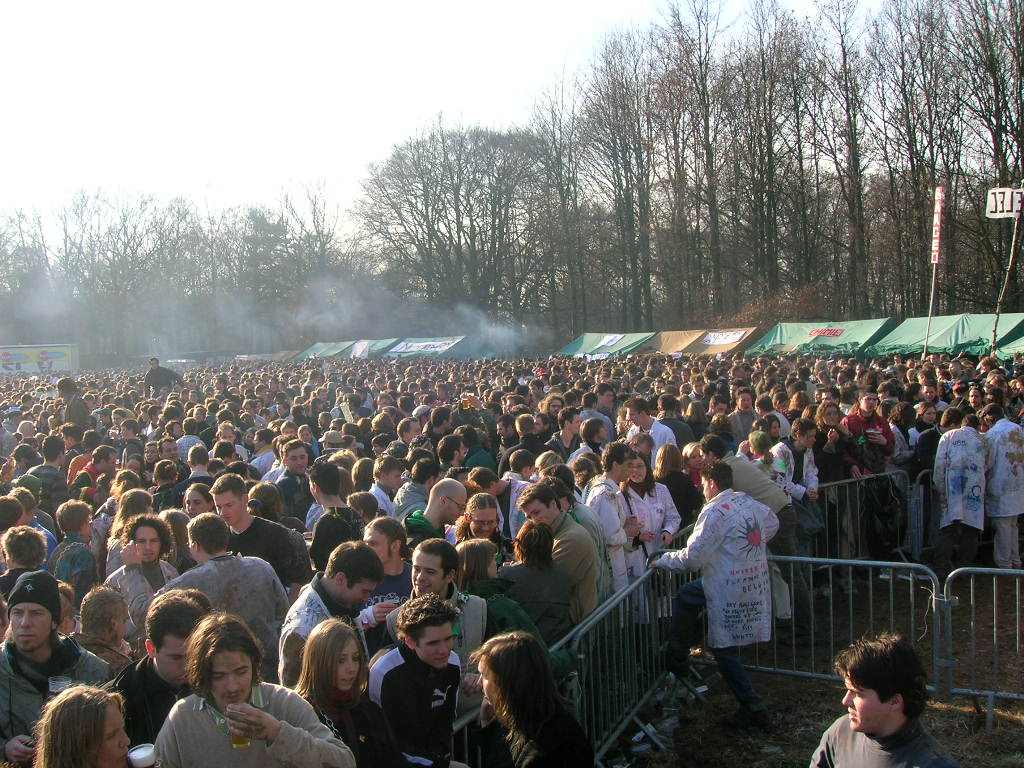
Estudantes belgas em um evento.

Os Valões são um grupo de pessoas que vivem na Bélgica, principalmente na Valónia e falam a Língua Francesa. Walloons são um distintivo da comunidade dentro Bélgica, e de importância histórica e de antropológicos critérios (a religião, a língua, as tradições, o folclore) vinculam os Valões com o povo francês. Mais genericamente, o termo refere-se também aos habitantes da Região da Valónia. Eles podem falar as línguas regionais, tais como Valónia (com Picard no Ocidente e Lorrain, no Sul).
Embora cerca de três quartos da Bélgica francófona, ao vivo na Valónia, é importante notar que os moradores de língua francesa de Bruxelas não tendem a se identificarem como Valões.

### Comunidade de língua alemã
A Comunidade de língua alemã da Bélgica é uma das três reconhecidas constitucionalmente nas federativas comunidades da Bélgica. Cobrindo uma área de menos de 1.000 km2, dentro da província de Liège na Valónia, inclui nove dos onze municípios do chamado Oriente Cantões e a população local os números de mais de 73.000 — menos de 1% do total nacional. Fronteira com a Holanda, a Alemanha e o Luxemburgo, a área tem o seu próprio parlamento e governo.
A comunidade de língua alemã é composta de  partes das terras que foram anexadas em 1920, da Alemanha. Além disso, na atual Bélgica, existem também algumas outras áreas de língua alemã que pertenciam a Bélgica, mesmo antes de 1920, mas eles não são atualmente considerados oficialmente parte da comunidade de língua alemã na Bélgica: Bleiberg-Welkenraat-. no Nordeste da província de Liège e Arelerland (cidade de Arlon e algumas de suas aldeias próximas, no Sudeste da província Belga de Luxemburgo). No entanto, nessas localidades, a língua alemã é altamente ameaçadas de extinção, devido à adoção de francês.

## Religião
O Catolicismo romano tem sido atualmente, a religião tradicional da Bélgica e a religião predominante, com cerca de 65% dos Belgas, declarando-se Católicos. No entanto, em 2004, em todo o país de domingo a frequência à igreja foi de apenas cerca de 4% a 8% (9% para a Flandres). Em 2006, o inquérito em Flandres, por muito tempo considerada a mais religiosa do que a Bruxelas ou a Valónia regiões na Bélgica, mostrou que 55% dos seus habitantes chamar-se religiosa, enquanto 36% disseram que eles acreditavam que Deus criou o mundo.

## Informações demográficas
A Bélgica tinha uma população de 10,839,905 pessoas em 1 de janeiro de 2010, um aumento de 601,000 em comparação a 2000 (10,239,085 habitantes). Entre 1990 (9,947,782 habitantes) e 2000 o aumento foi de apenas 291,000. A população de Flandres, Valónia e Bruxelas, em 1 de janeiro de 2010, foi 6,251,983 (57.7%), 3,498,384 (32.3%) e 1,089,538 (10.1%), respectivamente.